# 賽爾尤爾
賽爾尤爾（挪威語：Seljord）是挪威泰勒马克郡的市镇，行政中心为賽爾尤爾村。市镇面积为715平方公里，人口数量为2,939人（2023年），人口密度为每平方公里4.4人。